# 776 Berbericia
776 Berbericia је астероид главног астероидног појаса са пречником од приближно 151,17 .
Афел астероида је на удаљености од 3,408 астрономских јединица (АЈ) од Сунца, а перихел на 2,460 АЈ.
Ексцентрицитет орбите износи 0,161, инклинација (нагиб) орбите у односу на раван еклиптике 18,244 степени, а орбитални период износи 1835,875 дана (5,026 година).
Апсолутна магнитуда астероида је 7,68 а геометријски албедо 0,065.
Астероид је откривен 24. јануара 1914. године.